# Љубав, знатижеља, прозак и сумње
Љубав, знатижеља, прозак и сумње (шп. Amor, curiosidad, prozac y dudas) је роман шпанске ауторке Лусије Ечеварије (шп. Lucía Etxebarría), објављен 1997. године.
Због великог успеха, Лусија Ечеварија се сматра једним од кључних писаца такозване генерације X шпанских романа, заједно са романом Историја Кронена (Historias del Kronen) Хосе Анхела Мањаса (José Ángel Mañas), и романом Падови неба (Caídos del cielo), Реја Лорихе (Ray Loriga).
2001. године снимљен је филм по овом роману под истим називом, који је режирао Мигел Сантесмасес (Miguel Santesmases).
Наизменично комедија, трагедија и трилер, ова књига својом искреношћу и литерарном сугестивношћу досеже бестселер романе какви су Страх од летења (Fear of flying), Ерике Џонг (Erica Jong) и Секс и град (Sex and the City), Кендес Башнел (Candace Bushnel).
Написан од стране жене и упућен свим другим женама, ово је роман чија је главна тема управо положај жене у савременом друштву, у којем је наизглед заступљена потпуна једнакост полова, али је мушка доминација јасна чим се мало загребе по површини. Као и у другим романима ове ауторке, описани су различити типови савремених жена. У овом случају то су:савршена домаћица, успешна пословна жена, и девојка којој је ноћни живот готово све на свету.

## Анализа дела

### Идеја
Основна идеја романа јесу препреке на које жене наилазе у потрази за својим идентитетом, као и потешкоће у формирању личног идентитета у свету у ком владају мушкарци. Радња се одвија у Мадриду.
Роман се састоји од двадесет седам поглавља, по једно за свако слово шпанске абецеде. Ауторка приповеда у првом лицу, наизменично описујући животе три сестре Гаена, њихова сећања, тренутне мисли, ставове и погледе на свет, као и њихова неслагања и конфликте. Три сестре наизглед немају апсолутно ништа заједничко. Воде другачије животе, раздвајају их животни ставови који нису чак ни слични. Оне на крају схватају да их и поред свих разлика нешто уједињује. Схватају да њихова повезаност лежи у њиховој снази, као и у неспособности да пронађу сопствену срећу.
Свака од три сестре се на свој начин бори са сећањем на оца који их је давно напустио, са мајком која никада није могла да разуме ни себе саму, и различитим траумама из детињства.

### Радња
Најмлађа од три сестре, Кристина, користи дрогу и огромне количине алкохола да се забави и не може да замисли живот без мушкараца. У време када се радња одвија, Кристина покушава да преболи смрт драгог пријатеља, Сантијага, који умире од последица предозирања хероином. У исто време, покушава да излечи сломљено срце и преболи одлазак вољеног мушкарца из свог живота. У покушајима да се избори са болним сећањима која јој нису давала мира, Кристина упада у различите неприлике. Између осталог бива ухапшена због куповине екстазија. Ипак, ништа што је покушавала да би заборавила на све, није јој пошло за руком.
Средња сестра, Роса, је успешна пословна жена која се затрпава радом и практично нема времена ни за шта друго у животу. Способна је да учини било шта што зацрта у животу – изузев да буде срећна. Веома млада се заљубљује у неколико година старијег рођака, Гонсала, који се доселио у њихову кућу са својом мајком убрзо након што је господин Гаена напустио своју породицу. Нажалост, Гонсало је никада није ни примећивао. Роса је због његове пажње посвећене Кристини увек била љубоморна на њу. Због тога што ју је прво одбацио отац а затим и Гонсало, постаје још отуђенија, мислећи да је потпуно безвредна. Још више се посвећује учењу што је претвара у успешну, богату, пословну жену, али ипак јако усамљену. И Роса на крају романа учи да живи са собом и својом несрећом.
Најстарија сестра, Ана, је идеална жена за сваког мушкарца. Она је изузетна домаћица, покорна и добра жена и одлична мајка. Међутим, због трауме из младости постаје незадовољна животом који води, што је веома брзо доводи до депресије. Са депресијом покушава да се избори користећи различите лекове у неограниченим количинама, што је на крају доводи до психијатријске клинике. Њена депресија је почела када Антонио, њена прва љубав, добар пријатељ њеног мужа, умире. Она полако схвата да више никоме не мора да се доказује а да се она још увек осећа безвредно и недостојно као и првог дана. Чинило јој се да је упала у неки крајње суманут, зачарани круг, из којег месецима није видела излаз.

### Симболика назива романа
Роман носи назив Љубав, знатижеља, прозак и сумње због тога што свака од ове четири речи представља један од главних симбола и свака од четири речи има другачије значење за три сестре.
Љубав – за Ану представља нејасну успомену на другачији живот и неко сасвим друго време. За Росу представља далеку могућност која се не може замислити ни у њеним најлуђим сновима. За Кристину представља тужно и изузетно болно сећање.
Знатижеља – последња нада. Има ли другог живота, или макар могућности за њега, на неколико метара од уточишта? За Ану је уточиште њена помодна, луксузна кућа, за Росу је канцеларија у којој проводи и по дванаест сати дневно, а за Кристину, дискотека у којој ради.
Прозак – двадесет милиграма дневно блокира тачке у мозгу где су повезане мисли и осећања. Свака од њих чезне за потпуном блокадом те тачке.
Сумње – да ли је могуће преживети бродолом? Да ли је могуће живети и поред бола, туге, несреће, несхваћености...? Да ли је могуће пронаћи срећу?

## Ликови
„Иако кроз наше вене тече иста крв истог оца и исте мајке, ко каже да смо тако различите? Ко нам каже да у суштини нисмо иста особа?“

### Кристина
Кристина, најмлађа сестра. Са очима и црном косом Андалужанки, јако је подсећала на оца. „Можда је зато постала зеница његових очију, миљеница, једина коју је бацао увис и мазио, његова играчкица вијугавих увојака“
Није била ни налик својој мајци и сестрама, бледог тена са пегицама, светле косе. Била је “бомба“ како је описује Роса, „Бела боја истицала је њен маслинасти тен и њене увојке од ебановине“. Њена лепота је сазревала заједно са њом. Велике груди, широки кукови и женствена силуета коју је имала одувек су је истицали у гомили. Волела је свој гранџ, тренди изглед.
Бунтовница одмалена, разочарана што је Бог мушкарац, незадовољна тиме што је девојчица. Живот по правилима која су наметнута девојчицама јер „морају да се враћају кући у чистој и уредној униформи, с врпцама на кикама на свом месту“ чинио је да се осећа „мањом, као другоразредно биће.“ И тада је знала да јој је потребна већа слобода.
Свет јој се срушио када је напустио отац. „Затварала се у орман гостинске собе и проводила сате уроњена у мрак“. Све што се касније дешавало имало је печат тога. Тражила је мушкарца који ће јој посветити пажњу. Неко време је ту улогу играо Гонсало, њен рођак према коме је осећала чудну наклоност Када је имала 9 година она за њега постаје нешто више од мале рођаке. Једне вечери је добио “посебне привилегије“ иако су се и даље претварали као да не крше ниједно правило. Са њим открива скроз нове осећаје и буди се њена жеља да исто покуша и са другима. Четири године касније, „благо које Господ поставља у тело сваке девојчице“ она поклања њему.
Сам њен посао, конобарице у ноћном клубу, чинио је да је се сестре стиде а да јој мајка постане особа са којом јој је једина веза, како сама каже „међусобно неповерење.“
„О животу се може говорити на милијарду различитих начина, али за мене постоје само два начина да се он живи: с дрогама или без њих, или, што му дође на исто, чист или анестезиран.“
Посебно поглавље у њеном животу представља Ијан. Момак који је очарао смислом за хумор, укусом за филмове и музику, рукописом, кривином свог потиљка. Он је остварио све њене пубертетске маштарије. Али је његова појава већим делом била плод потребе да се попуни празнина настала у детињству.
Кристинина сестра Роса, била је особа којој се искрено дубоко диви. Сматрала је да је свој живот без утицаја других претворила у сопствени затвор, да живи са „хард-диском уместо мозга и модемом уместо срца“ али да може да постигне шта год хоће.
Ана, Кристинина најстарија сестра била је њена сушта супротност. Све што јој је било мрско и против чега се целог живота борила. Није одобравала њен начин живота али то је било узајамно. Није претерано примећивала њено присуство све док се није удала. Тада примећује да је Ана „везивно ткиво које их је одржавало заједно. Без ње, породица се распадала.“

### Роса
Роса, средња сестра, је суви геније са коефицијентом интелигенције 155. Њен мото је „Време је новац“ и све што ради је строго томе подређено. Све је то у ствари маска, начин да се побегне од реалности.
„Тип бледе, крхке лепоте“ са сивим очима и веома белом пути. Од мајке је наследила аристократско држање и елегантну лепоту, мада не толико очигледну. Облачи се увек у циљу професионалног успеха покушавајући да ода утисак озбиљне пословне жене, равноправне са мушкарцима.
Метафора њене личности су њени ормани. Има их два. „Орман у који спремам своју одећу за посао захтева педантан ред. Ципеле поређане у паровима. Костими, сваки на својој, одговарајућој вешалици, са леве стране. Кошуље добро испеглане, са десне.“, јер не жели да троши време на размишљање шта ће да обуче. „ Чарапе у једној фиоци, доњи веш у следећој, и у последњој, марамице. Све беспрекорно“
„У суседном орману, влада хаос. На вешалицама висе фармерке, шарене кошуље, вечерња одећа и летње хаљине, помешани у гомилу форми и боја. Остаци и упомене из свих доба мог постојања.“
Њен херметичан карактер огледа се у изгледу њеног стана. „Концептуалног, строго једнобојног. Сви украсни предмети су елиминисани."
То је Роса позната свима. Ипак када дође кући, обуче доњи део пиџаме, стару сиву мајицу, расплете пунђу, сакупи храну и оде да гледа телевизију. Раскомоти се и намерно клати ногама.
Детињство памти по очевој пажњи поклоњеној Кристини, а затим по његовом одласку. Тада се окренула бројевима. „Било је умирујуће знати да сред сталних промена, постоји један универзум који се управља непроменљивим законима."
Посебна осећања гајила је према Гонсалу, рођаку, у кога се заљубила одмах по његовом доласку. На венчању своје сестре Ане, била је решена да изгуби невиност са њим. Попила је литар шампањца да би се осмелила да му приђе али је завршила непомично посматрајући како он одлази са Кристином. То је тренутак када почиње да је мрзи.
Њена једина окупација био је њен посао, то јој је био цео живот. „ Тридесет година. Десет милиона песета годишње. BMW. Никаква перспектива да се удам или да имам децу. Нико ме посебно не воли. Не знам да ли ми та зелена и бела таблетица коју пијем сваког јутра помаже да не плачем? Да ли је то мир или прозак?“

### Ана
Ана, најстарија сестра.
„Увек се разметала својом строгом, неупадљивом гардеробом, помало дечјом као што је и одговарало њеном статусу узорне девојчице. Хаљинице на цветиће, шкостке сукње које нису откривале ништа. Сушта невиност и смиреност. Ана имала званичног дечка, бавила се кућним пословима и једва да је излазила.“
Када јој је било 12 година заљубила се у Антонија, момка ког је упознала на летњем распусту. Њихова љубав се одржала и наредна два лета, више њеним упорним писмима него његовом жељом да одговори. То се ипак није дуже одржало али је оставило дубок траг на њој. Њена једина веза после тога је са Борхом, дечком за кога се касније и удала.
Одмалена је била посвећена породици. Заменила је мајку и држала породицу на окупу. Чинило се да је то испуњава. Ипак, Кристина је затиче у свом стану, рашчупану, изгубљеног погледа. „ Подсећа ме на наркосе које сваке вечери виђам у Планети Х.” Чекала је тренутке када остане сама са својом „коњском депресијом“ и плаче. Занемарила је кућне послове и полако почела да губи себе. „Таблете за спавање су округле, мале и плаве, а таблете за буђење, беле и још мање, а таблете за одржавање веселости су зелено-беле капсуле а има и других, црвених, капсула које те ослобађају свих болова, и белих таблетица које чине да нестане анксиозност.“
Сестре су за њу странци иако би волела да не буде тако. „Крв не спаја толико колико би требало, а када особе нису сродне-напросто нису и нема начина да се то поправи.“
Пет година у браку су виле савршене године за њу. Често је сретала Антонија. Када је сазнала да је умро пала је у депесију и цео њен живот изгубио је смисао. Завршила је у психијатријској установи. Када је изашла, затражила је развод, одлучна у томе да почне испочетка.

## Критике
- "Стални је подсетник на моју ауторску младост." - Ана Марија Матуте (Ana María Matute)
- "Међу свим генерацијама таме, увек израња светлост. Лусија Ечеварија може бити та светлост." - Франциско Умбрал (Francisco Umbral)
- "Најбоља је шпанска ауторка своје генерације." - Le Figaro Littéraire
- "Са стилом због којег хумор има укус сировог и зачињеног сушија, Ечеварија руши шпанско друштво у покрету." - Madame Figaro.[2]